# Gaspard Nicolas Robert
Gaspard Nicolas Robert ( 1776 - 1857 ) fue un farmacéutico, horticultor, y botánico francés. Fue jardinero del Jardín botánico de Tolón, siendo el primero en cultivar en Francia Eriobotrya japonica (Thunb.) Lindl. 1821. También fue director de la Escuela Naval.

## Algunas publicaciones

### Libros
- 2008. Correspondance des jardiniers de la marine de Toulon. Con François Martin. Editor Ville de La Seyne-sur-Mer, 177 pp.

- 1838. Plantes phanérogames qui croissent naturellement aux environs de Toulon. [Signé: Robert.] Editor Perreymond-Dufort, 116 pp. en línea

## Honores

### Eponimia
Géneros
- (Phyllocladaceae) Robertia Rich. ex Carrière[3]

Especies
- (Brassicaceae) Brassica robertiana J.Gay[4]
- (Dryopteridaceae) Dryopteris robertiana (Hoffm.) C.Chr.[5]
- (Geraniaceae) Robertiella robertiana Hanks[6]
- (Orchidaceae) Barlia robertiana (Loisel.) Greuter[7]
- (Rosaceae) Malus robertiana Poit. & Turpin[8]
- (Thelypteridaceae) Lastrea robertiana Newn.[9]
- (Woodsiaceae) Carpogymnia robertiana (Hoffm.) Á.Löve & D.Löve[10]

- La abreviatura «Robert» se emplea para indicar a Gaspard Nicolas Robert como autoridad en la descripción y clasificación científica de los vegetales.[11]